# 日本うどん学会
日本うどん学会（にほんうどんがっかい）は、讃岐うどんブームを発端に香川短期大学教授の三宅耕三らが2003年（平成15年）に設立したうどんを食文化、栄養、産業などの様々な観点から研究する純粋に学術目的の団体である。日本学術会議協力学術研究団体には登録していない。
世の中には食物に関する「○○協会・○○学会」と称する非学術団体が数多くあり、それらの多くが料理店の食べ歩き紹介などを主な目的としているために、当学会も同種のものと誤解されることがあるが、当学会は学術団体であり、そのような内容はない。
研究集会を毎年開催し、四国圏内のみならず、大宰府、京都伏見、長崎五島、和歌山、金沢、高崎、名古屋、神戸、関ヶ原、オンラインなど全国で開催されている。